# Mendicabeer
De mendicabeer (Diaphora mendica, synoniem: Cycnia mendica) is een dagactieve nachtvlinder uit de familie van de spinneruilen (Erebidae) en de onderfamilie beervlinders (Arctiinae). 

## Beschrijving
Er is bij de imago een duidelijke seksuele dimorfie. Het mannetje heeft een bruingrijze grondkleur met een voorvleugellengte van 14 tot 17 millimeter, het vrouwtje is wit met een voorvleugellengte van 17 tot 19 millimeter. Het vrouwtje lijkt daarmee op de witte tijger, maar die heeft langere smallere vleugels, en een geel met zwart achterlijf. De vlinder komt voor in het noordelijke deel van het Palearctisch gebied inclusief geheel Europa.

## Waardplanten
Waardplanten van de mendicabeer zijn onder andere berk, wilg, kattenstaart, zuring, dovenetel en weegbree.

## Verspreiding in Nederland en België
In België en de oostelijke helft van Nederland is de mendicabeer een (vrij) gewone soort, in de kustprovincies van Nederland wordt hij ook waargenomen. De vliegtijd is van april tot begin juli in één generatie.

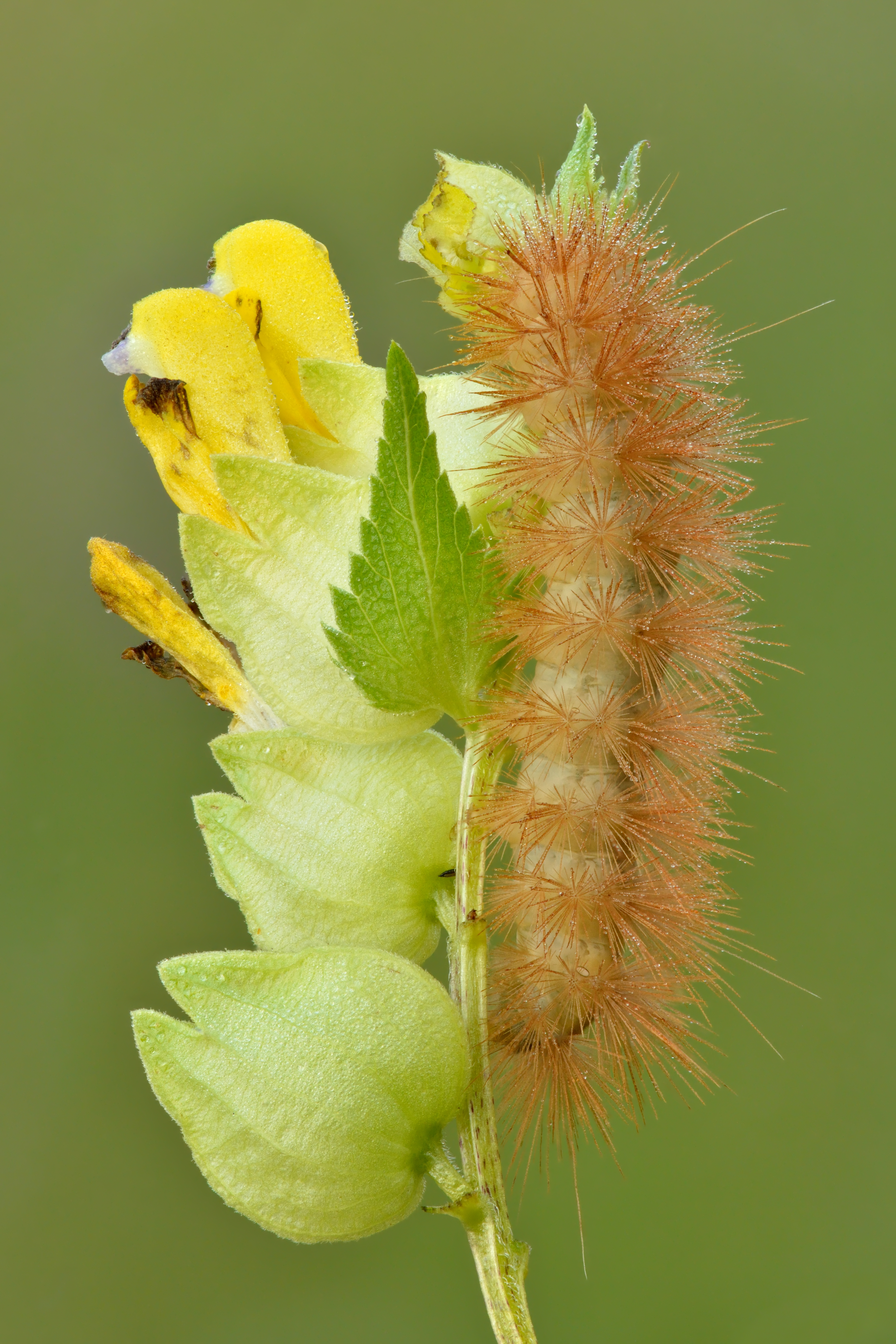
Rups

## Bron
- Paul Waring en Martin Townsend, Nachtvlinders, veldgids met alle in Nederland en België voorkomende soorten, Baarn, 2006.